# NGC 3643
NGC 3643 је спирална галаксија у сазвежђу Лав која се налази на NGC листи објеката дубоког неба.
Деклинација објекта је + 3° 0' 51" а ректасцензија 11h 21m 24,9s. Привидна величина (магнитуда) објекта NGC 3643 износи 14,1 а фотографска магнитуда 15,0. NGC 3643 је још познат и под ознакама MCG 1-29-36, CGCG 39-136, PGC 34802.